# Équipe d'Autriche de rink hockey
L'équipe d'Autriche de rink hockey est la sélection nationale qui représente l'Autriche en rink hockey.

## Sélection actuelle
Effectif pour le championnat du monde 2015
| Nom                | Poste           | Club         |
| ------------------ | --------------- | ------------ |
| Klemens Schüssling | Gardien         | RHC Wolfurt  |
| Roman Mohr         | Gardien         | RHC Wolfurt  |
| David Huber        | Joueur de champ | RHC Villach  |
| Jakob Stockinger   | Joueur de champ | RHC Dornbirn |
| Manuel Parfant     | Joueur de champ | RHC Villach  |
| Roche Brunner      | Joueur de champ | RHC Dornbirn |
| Andreas Magister   | Joueur de champ | RHC Villach  |
| Aurel Zehrer       | Joueur de champ | RHC Wolfurt  |
| Robin Wolf         | Joueur de champ | RHC Wolfurt  |
| Tobias Winder      | Joueur de champ | RHC Wolfurt  |

Entraîneur :  Joao Meireles